# Méthode Black
La méthode Black est un système de vote utilisé pour lever un conflit lors d'un vote Condorcet. Dans un vote utilisant la méthode Condorcet, il arrive que les résultats ne permettent pas de désigner sans ambiguïté un vainqueur unique. Si la situation exige qu'un seul vainqueur soit nommé, on peut alors utiliser la méthode Black pour résoudre le conflit. Cette dernière consiste à recourir à la méthode Condorcet et, en cas d'ambiguïté seulement, faire appel à la méthode Borda. Ce système tire son nom de Duncan Black, qui a été le premier à la proposer.

## Principe
Chaque électeur range les candidats dans l'ordre de son choix.
On construit le tableau des confrontations par paire.
Si un candidat gagne toutes ses confrontations, c'est le gagnant de Condorcet et la méthode Black correspond à la méthode Condorcet.
Si ce n'est pas le cas, on applique la méthode Borda pour trouver un gagnant.

## Exemple
Dans cet exemple, 45 votants classent 5 candidats ; les scores des 45 classements obtenus sont :
8 B>E>D>A>C
8 E>B>A>D>C
7 C>A>E>B>D
7 D>C>E>B>A
5 A>C>B>E>D
5 A>D>E>C>B
3 C>A>B>E>D
2 C>B>A>D>E
On effectue les confrontations par paires (méthode Condorcet) :
|     | *>A | *>B | *>C | *>D | *>E |
| --- | --- | --- | --- | --- | --- |
| A>* |     | 20  | 26  | 30  | 22  |
| B>* | 25  |     | 16  | 33  | 18  |
| C>* | 19  | 29  |     | 17  | 24  |
| D>* | 15  | 12  | 28  |     | 14  |
| E>* | 23  | 27  | 21  | 31  |     |

Il n'existe pas de gagnant de Condorcet, on applique alors la méthode Borda : on multiplie le nombre de fois où le candidat X est arrivé en tête par le nombre de candidats, on additionne cela au nombre de fois où il est arrivé en seconde position multiplié par le nombre de candidats moins un, on additionne cela au nombre de fois où il est arrivé en troisième position multiplié par le nombre de candidats moins deux, etc. Le candidat dont le score est le plus élevé gagne. Ainsi, dans notre exemple :
|         | 1er | 2e | 3e | 4e | 5e | Total |
| ------- | --- | -- | -- | -- | -- | ----- |
| Score A | 10  | 10 | 10 | 8  | 7  | 143   |
| Score B | 8   | 10 | 8  | 14 | 5  | 137   |
| Score C | 12  | 12 | 0  | 5  | 16 | 134   |
| Score D | 7   | 5  | 8  | 10 | 15 | 114   |
| Score E | 8   | 8  | 19 | 8  | 2  | 147   |

Le gagnant selon la méthode Black est alors E. La méthode Condorcet avec rangement des paires par ordre décroissant aurait donné A. La méthode Schulze aurait donné le même gagnant E mais ce n'est pas toujours le cas : si les 7 électeurs qui avaient voté CAEBD, votent ACEBD, la méthode Black donnerait la victoire à A alors que la méthode Schulze conserverait E.

## Critique de la méthode et critères respectés
La méthode Black permet de prendre le gagnant de Condorcet s'il existe, et conserve les avantages de la méthode Borda dans le cas contraire. Elle ne permet pas de trouver avec certitude un unique gagnant. 
- La méthode Black respecte : les critères du gagnant de Condorcet, du perdant de Condorcet, de la majorité, de la monotonie, de Paréto et de symétrie par inversion.
- Elle ne respecte pas : les critères de consistance, de cohérence, des clones, d'indépendance locale, de majorité mutuelle, de préférence secrète et de Smith.